# Robert von Eberstein
Karl Michael Robert Freiherr von Eberstein (* 28. August 1801 auf Stallupönen; † 14. September 1882 in Potsdam) war ein preußischer Generalmajor.

## Leben

### Herkunft
Er war der Sohn von Friedrich Wilhelm von Eberstein (1753–1810) und dessen Ehefrau Friederike Wilhelmine, geborene Jacobi (1763–1831). Sein Vater war Oberst a. D., zuletzt im 2. Ostpreußischen Infanterie-Regiment und Ritter des Ordens Pour le Mérite. Der spätere Generalmajor Karl Friedrich August von Eberstein war sein Bruder.

### Militärkarriere
Eberstein kam am 31. August 1815 als Kadett nach Berlin und wurde am 5. Mai 1818 als Sekondeleutnant dem Kaiser Franz Grenadier-Regiment der Preußischen Armee überwiesen. Von 1822 bis 1825 absolvierte er die Allgemeine Kriegsschule. Am 20. Juli 1831 wurde Eberstein zum Premierleutnant befördert und war dann von 31. März 1834 bis zum 23. Juni 1839 zu Gewehrversuchen nach Sömmerda kommandiert. Am 25. April 1839 folgte mit der Beförderung zum Hauptmann die Ernennung zum Kompaniechef. Am 27. März 1847 wurde er Major und Kommandeur des III. Bataillons im 3. Garde-Landwehr-Regiment in Lissa. Daran schloss sich ab 17. Juni 1851 eine Verwendung als Kommandeur des Garde-Schützen-Bataillons. In dieser Eigenschaft avancierte Eberstein am 22. März 1853 zum Oberstleutnant, bevor er am 26. Oktober 1854 zum Kommandeur des 26. Infanterie-Regiments in Magdeburg ernannt wurde. Am 12. Juli 1855 folgte die Beförderung zum Oberst. Am 29. Oktober 1857 wurde er unter Stellung à la suite seines Regiments als Kommandant nach Kolberg versetzt. Am 12. Januar 1858 erhielt er das Kommandeurskreuz II. Klasse des Ordens Albrechts des Bären. Am 2. Januar 1859 wurde Eberstein unter Verleihung des Charakters als Generalmajor mit der gesetzlichen Pension zur Disposition gestellt.

### Familie
Eberstein heiratete am 18. Mai 1826 in Berlin Pauline von Eberty (1800–1882), eine Tochter des Oberstleutnants Ernst Wilhelm von Eberty (1762–1824). Das Paar hatte folgende Kinder:
- Hedwig (1827–1815) ⚭ 1850 Rudolf Roedenbeck (1822–1891), Konsistorialpräsident in Magdeburg, Sohn von Karl Heinrich Siegfried Roedenbeck
- Klara (1828–1841)
- Marie (1829–1889)
- Max (1830–1889), preußischer Generalmajor ⚭ 1854 Paulie Schulz (* 1831)
- Alfred (1835–1903), preußischer Oberst ⚭  1860 Anna von Uebel (1840–1915)
- Ottilie (1838–1913) ⚭ 1861 Ferdinand Freiherr von Lüdinghausen genannt Wolff († 1870), preußischer Major gestorben an den Verwundungen bei Wörth